# Classe Rainbow
La classe Rainbow o classe R fu una classe di sommergibili della Royal Navy britannica, composta da quattro unità entrate in servizio tra il 1930 e il 1932.
Battelli a lunga autonomia progettati per operare nei mari dell'Estremo Oriente, rappresentavano l'ultimo sviluppo del progetto iniziato con i classe Odin e proseguito con i classe Parthian. Negli anni della seconda guerra mondiale i Rainbow operarono principalmente nel teatro del mar Mediterraneo, dove tre di essi furono perduti per cause belliche; l'unico superstite della classe, attivo anche nel teatro bellico dell'Oceano Indiano durante la seconda parte del conflitto, fu radiato e avviato alla demolizione nel 1946.

## Caratteristiche

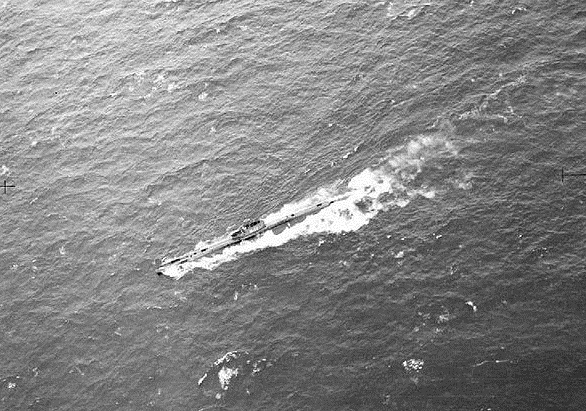
Il Regent in navigazione fotografato dall'alto

La decisione del governo britannico di non rinnovare il trattato di alleanza militare tra Regno Unito e Impero giapponese alla sua scadenza prefissata nel 1923, una mossa volta a rafforzare i buoni rapporti con gli Stati Uniti d'America, obbligò gli strateghi della Royal Navy a prendere in considerazione l'ipotesi di dover affrontare un conflitto su vasta scala nell'esteso teatro dell'oceano Pacifico. La nuova situazione strategica rendeva quindi necessaria la disponibilità di unità capaci di operare nei mari dell'Estremo Oriente a lunga distanza dalle loro basi; nel campo dei sommergibili, ciò diede adito alla progettazione di una serie di grossi battelli oceanici dotati di lunga autonomia, le cosiddette China Boats.
Il primo esempio di tali unità furono i nove battelli della classe Odin, costruiti tra il 1927 e il 1930; battelli di lunga autonomia, presentavano tuttavia notevoli carenze a livello di galleggiabilità e manovrabilità, rendendo necessario un loro aggiornamento. Questo fu concretizzato inizialmente nei sei battelli classe Parthian, impostata a partire dal 1928: le nuove unità erano fondamentalmente una versione allungata e più veloce dei precedenti Odin, con varie migliorie agli apparati ma in cui i difetti dei predecessori erano solo parzialmente risolti. Un'ulteriore tentativo di migliorare il progetto iniziale portò infine ai classe Rainbow: questi ultimi erano di base una riproposizione dei precedenti Parthian, con l'aggiunta di alcune migliorie che ne fecero i migliori tra le China Boats britanniche. Delle sei unità inizialmente progettate solo quattro furono effettivamente messe in servizio tra il 1930 e il 1932, con la costruzione delle altre due annullata per questioni economiche.
I Rainbow presentavano uno scafo lungo fuori tutto 87,5 metri (solo leggermente meno lungo dei Parthian), largo 9,12 metri e con un pescaggio di 4,9 metri. Il dislocamento in emersione ammontava a 1.475 tonnellate e saliva a 2.030 tonnellate con il battello in immersione, valori del tutto analoghi a quelli dei Parthian; la principale innovazione, rispetto a questi ultimi, era costituita dalla costruzione dei serbatoi del carburante tramite saldatura, e la loro collocazione al di fuori dello scafo pressurizzato. L'apparato propulsivo, del tutto analogo ai predecessori, si basava su due motori diesel da 4 640 hp (3 460 kW) per la navigazione in superficie e due motori elettrici da 1 670 shp (1 250 kW) per quella in immersione; la velocità massima in emersione era di 17,5 nodi in emersione e 9 nodi in immersione. L'autonomia toccava le 7.050 miglia nautiche a 9 nodi in emersione e le 62 miglia a 4 nodi in immersione. L'equipaggio ammontava a sei ufficiali e 47 sottufficiali e marinai.
L'armamento di artiglieria doveva rappresentare la maggiore differenza tra i Rainbow e i Parthian, con i primi che sarebbero stati equipaggiati con un nuovo cannone da 120/45 mm collocato a proravia della struttura della torre di comando come sui Parthian; per aumentare la stabilità in condizioni di mare mosso, il pezzo era collocato più in basso rispetto a quello dei Parthian, e il disegno stesso della torre di comando fu rivisto per renderla più bassa e compatta. Il nuovo cannone presentava però una munizione divisa in due parti (proietto e carica di lancio), il che alla prova pratica si dimostrò piuttosto scomoda da utilizzare nei ristretti spazi di un sommergibile; dopo i primi esperimenti, le prime tre unità della classe furono quindi riequipaggiate con il cannone da 102/40 mm QF Mk XII dei Parthian, mentre la quarta unità fu immessa in servizio con già il pezzo da 102 mm. Il resto dell'armamento era analogo a quello dei Parthian: vi erano due mitragliatrici da 12,7 mm come armi antiaeree, mentre l'armamento silurante verteva su otto tubi lanciasiluri da 533 mm, di cui sei fissi a prua e due rivolti a poppa.
Con tre unità della classe andate perdute per cause belliche relativamente presto nel conflitto, solo il Rover conobbe alcuni interventi di ammodernamento: tra il 1943 e il 1944 il battello fu dotato di una mitragliera da 20 mm Oerlikon come ulteriore e più potente arma antiaerea al posto delle mitragliatrici originali, oltre a vedere l'aggiunta di un apparato radar Type 286W o Type 291W.

## Unità
| Nome        | Impostazione   | Cantiere                              | Varo           | Entrata in servizio | Destino finale |
| ----------- | -------------- | ------------------------------------- | -------------- | ------------------- | --- |
| HMS Rainbow | 24 luglio 1929 | Chatham Dockyard, Chatham             | 14 maggio 1930 | 18 gennaio 1932     | speronato e affondato il 4 ottobre 1940 dal mercantile italiano Antonietta Costa al largo di Bari                                                             |
| HMS Regent  | 19 giugno 1929 | Vickers-Armstrongs, Barrow-in-Furness | 11 giugno 1930 | 11 novembre 1930    | perduto in mare in una data imprecisata compresa tra il 12 aprile e il 1º maggio 1943, probabilmente caduto vittima di una mina nell'Adriatico meridionale    |
| HMS Regulus | 17 luglio 1929 | Vickers-Armstrongs, Barrow-in-Furness | 11 luglio 1930 | 7 dicembre 1930     | perduto in mare in una data imprecisata compresa tra il 23 novembre e il 6 dicembre 1940, probabilmente caduto vittima di una mina nell'Adriatico meridionale |
| HMS Rover   | 24 luglio 1929 | Vickers-Armstrongs, Barrow-in-Furness | 11 giugno 1930 | 29 gennaio 1931     | radiato dal servizio attivo e avviato alla demolizione il 30 luglio 1946                                                                                      |

La costruzione di altre due unità, designate come Royalist e Rupert, fu annullata poco dopo l'impostazione tra il 1928 e il 1929.